# Ługi Wąskotorowe
Ługi Wąskotorowe – nieczynny kolejowy przystanek osobowy(Gnieźnieńska Kolej Wąskotorowa) w Ługach, w województwie wielkopolskim, w Polsce. Oddany do użytku w 1897 roku.